# بليناتوموماب
بليناتوموماب هو جسم مضاد وحيد النسيلة ذو خواص مضادة للسرطان طورته شركة مايكروميت الألمانية-الأمريكية بالتعاون مع مجموعة لونزا.
التجارب السريرية لبليناتوموماب تدرس استخدامه لعلاج ابيضاض الدم الليمفاوي الحاد واللمفومة لاهودجكينية.